# Bouarate
Bouarate ou Bwarat (vers 1815 - Hienghène, 1875) est un célèbre chef de tribu calédonienne du XIXe siècle.

## Biographie
Chef d'une tribu établie à Hienghène, Bouarate fut le premier à accepter de pratiquer des échanges avec les colons britanniques. Par ses relations, il parvint à apprendre la langue anglaise et voyagea deux fois à Sydney où les autorités tentèrent d'en faire le chef de toute l'île s'il acceptait le protectorat. 
Au même moment commença la colonisation française et les projets britanniques n'aboutirent pas. Bouarate, vraisemblablement à cause de ses bonnes relations précédentes, s'opposa à l'établissement des missions catholiques dans sa tribu et forma une armée de guerriers qui massacrèrent un groupe de kanaks convertis au christianisme en 1857. En 1857, les missionnaires le font déporter à Tahiti où il reste six ans.  
Les Pères maristes de Guillaume Douarre tentent alors de s'implanter dans sa tribu mais le chef remplaçant Bouarate, son frère Mouéou, tuteur de son fils Pohoue (Philippe), s'y oppose aussi, ce qui déclencha l'expédition contre Hienghène de 1859 qui aboutit à la mort du capitaine d'infanterie de marine Tricot. 
L'amiral Charles Guillain ramène Bouarate d'exil en 1863, le fait réhabiliter et s'en fait un allié. Charles Lemire peut ainsi le rencontrer peu avant sa mort, en 1874.
Bouarate meurt en 1875. Son fils, Philippe (Pohoue, dit Philippe), que Gustave Kanappe rencontre en octobre 1881, lui succéda et, bien que plus pacifiquement que son père, n'accepta pas pour autant l'entrée de sa tribu dans le catholicisme.

## Hommages
- « Bouarate menait ses Canaques sévèrement, durement, mais avec justice »[6].
- Une rue de Nouméa porte son nom.
- Le centre culturel municipal Goa Ma Bouarate de Hienghène, musée sur les arts et traditions kanak a été nommé en son honneur.